# Oxyrhopus occipitalis
Oxyrhopus occipitalis là một loài rắn trong họ Rắn nước. Loài này được Wied-Neuwied mô tả khoa học đầu tiên năm 1824.